# Erfüllungsschaden
Der Erfüllungsschaden, insbesondere in Österreich auch Nichterfüllungsschaden, bezeichnet in der Rechtswissenschaft den Schaden, der dadurch entsteht, dass ein Schuldverhältnis nicht oder nicht ordnungsgemäß erfüllt wird. Neben dem Erfüllungsschaden gibt es auch noch den Vertrauensschaden.
Hat ein Gläubiger einen Anspruch auf Schadensersatz in Höhe des Erfüllungsschadens, dann ist er so zu stellen, als hätte der Schuldner den Anspruch erfüllt. Es wird also die fiktive Situation, in der der Schuldner erfüllt hätte, mit der realen Situation, in der der Schuldner nicht erfüllt hat, verglichen – die Differenz ist der Schaden.
In § 249 Abs. 1 des deutschen BGB heißt es dazu:

„Wer zum Schadensersatz verpflichtet ist, hat den Zustand herzustellen, der bestehen würde, wenn der zum Ersatz verpflichtende Umstand nicht eingetreten wäre.“

Der Ersatz verpflichtende Umstand wäre eine Pflichtverletzung gem. § 280 Abs. 1 BGB, z. B. die Nichtlieferung der Kaufsache durch den Verkäufer (dann zusammen mit § 281 BGB).

## Beispiel
Karolin kauft bei Valerie einen Blu-ray-player für günstige 150 Euro. Nach Vertragsschluss überlegt es sich Valerie anders und weigert sich, das Gerät zu liefern. Karolin verzichtet auf die Leistung, tritt jedoch nicht aus dem Vertrag zurück. Stattdessen kauft sie sich den gleichen Blu-ray-player bei dem günstigsten Händler, den sie findet, für 200 Euro.
- Bei Erfüllung: Die Verkäuferin hätte geliefert. Die Käuferin hätte einen Blu-ray-player erhalten. Die Käuferin hätte 150 Euro bezahlt.
- Ohne Erfüllung: Die Verkäuferin hat nicht geliefert. Die Käuferin hat einen Blu-ray-player erhalten. Die Käuferin hat 200 Euro bezahlt.

Der Erfüllungsschaden beträgt also 50 Euro.

## Abgrenzung zum Vertrauensschaden
Der Ersatz des Erfüllungsschadens zielt darauf ab, den Geschädigten so zu stellen, wie er stünde, wenn die andere Partei ordnungsgemäß erfüllt hätte. Der Ersatz des Vertrauensschaden zielt darauf ab, den Geschädigten so zu stellen, wie er stünde, wenn das Rechtsgeschäft nie entstanden wäre.
Die Höhe des Erfüllungschadens bemisst sich nach dem positiven Interesse, die Höhe des Vertrauenschadens an dem negativen Interesse. Das negative Interesse kann in einigen Fällen auch über das positive Interesse hinausgehen, wenn etwa im Vertrauen auf den Bestand eines Vertrags Investitionen getätigt wurden, die über das Interesse an der Erfüllung des konkreten Vertrags hinausgehen. Durch § 122 Abs. 1 BGB wird der zu zahlende Vertrauensschaden in seiner Höhe jedoch auf das positive Interesse begrenzt. Im Falle der Haftung des Vertreters ohne Vertretungsmacht (falsus procurator) nach § 179 Abs. 2 BGB ist die Höhe des Schadenersatzanspruchs ebenfalls auf das positive Interesse begrenzt. Die Existenz dieser Begrenzungen belegt bereits, dass das negative Interesse das positive Interesse übersteigen können muss.